# MI9
MI9 was de Britse militaire inlichtingendienst sectie 9 (British Military Intelligence Section 9). Het was een afdeling van het Britse War Office tijdens de Tweede Wereldoorlog. MI9 is niet meer actief. In de Tweede Wereldoorlog hield de dienst zich bezig met het verstrekken van hulp aan het plaatselijk verzet in de bezette Duitse gebieden. Tevens was MI9 belast met het terughalen van geallieerde soldaten en piloten die achter de Duitse linies terecht waren gekomen. MI9 hield ook contact met Britse militairen die door de Duitsers gevangengenomen waren. Dit gebeurde door het sturen van informatie, advies en uitrusting. MI9 werd opgezet in december 1939. Aanvankelijk was de dienst ondergebracht in Kamer 424 in het Metropool Hotel in Northumberland Avenue in Londen, later in Wilton Park in Beaconsfield.